# ادی گوینز
ادی گوینز (انگلیسی: Adi Gevins؛ زادهٔ تاریخ ورودی نامعتبر است) روزنامه‌نگار اهل ایالات متحده آمریکا است.
او همچنین برندهٔ جوایزی همچون جایزه پیبادی شده‌است.